# Zum Guten Hirten (Friedrichshafen)

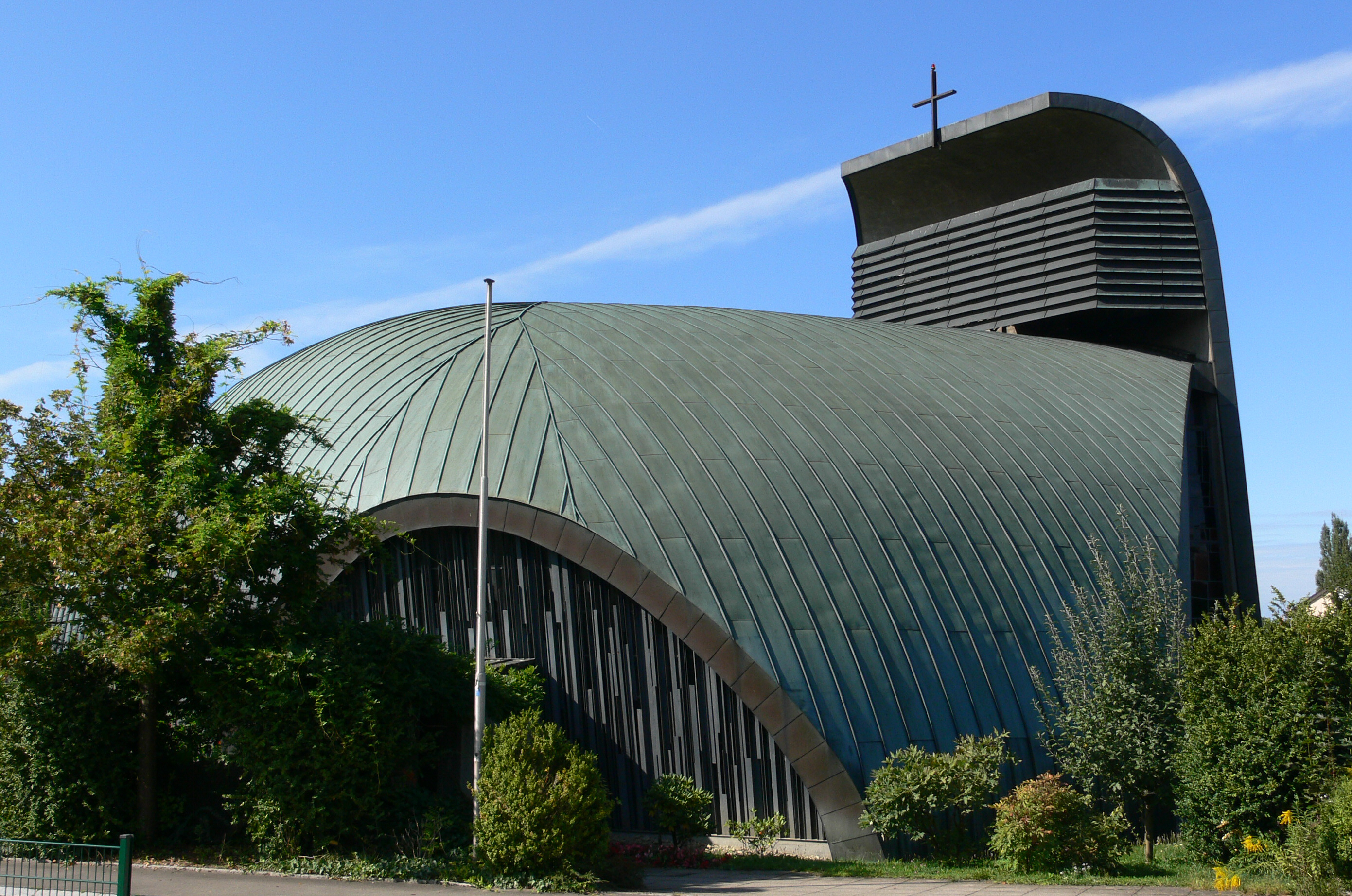
Christus der Gute Hirte, vor 2009

Die denkmalgeschützte katholische Kirche Zum Guten Hirten (ursprünglich Christus der Gute Hirte oder Der Gute Hirte) steht am Kreuzungspunkt der Straßen Lilienstraße/Dahlienweg in der Siedlung Löwental, nahe dem Flughafen der Stadt Friedrichshafen.
Der Zugang zur Kirche erfolgt von der Lilienstraße aus, während sich der Zugang zum Pfarrbüro im Dahlienweg befindet.

## Geschichte
Das weitere Bevölkerungswachstum im Norden von Friedrichshafen in der Nachkriegszeit machte den Bau eines weiteren neuen Pfarrzentrums notwendig. Daher wurde ein Gebiet von St. Petrus Canisius abgetrennt und nach Plänen von Wilfried Beck-Erlang mit dem Bau einer Kirche und eines Pfarrhauses am 2. Mai 1960 begonnen. Die Kirche wurde am 24. Dezember 1961 benediziert und am 12. Mai 1962 durch Carl Joseph Leiprecht geweiht. Bereits früh zeigten sich Risse in der Betonkuppel, so dass die Kuppel von 1964 bis 1968 mit einer Kupfereindeckung versehen wurde.
Durch die unmittelbare Nachbarschaft zum Rollfeld des Flughafens stürzte 1972 ein Sportflugzeug auf das Kirchendach, worauf umfangreiche Reparaturmaßnahmen am Dach erforderlich wurden.
2006 wurde die Kirche unter Denkmalschutz gestellt. Die Kirche wurde 2010 innen renoviert. 2017/2018 wurden die bauzeitlichen Elemente aus Stahl, Holz und Glas an Fassade und Glockenturm restauriert und instand gesetzt.

## Kirchenbau
Die Kirche ist ein muschelförmiger Kuppelbau. Als Glockenturm fungiert eine breite, gekrümmte Schale, die an eine schützende Hand oder auch an einen Hirtenstab erinnert.

## Ausstattung
Der Innenraum ist schlicht gehalten. Auffällig ist neben der Gestaltung der massiven Bronzetüren von Erich Hauser die Gestaltung des Altarbereichs mit einem Kreuz an der Kirchenwand und einen von Josef Baumhauer künstlerisch gestalteten Tabernakel.

## Orgel
Die zweiteilige Orgel mit den 28 Registern wurde 1997 von Hermann Weber aus Engerazhofen gefertigt.